# Campionato mondiale giovanile di scherma 2008
Il Campionato mondiale juniores di scherma del 2008 ("2008 World Juniors Fencing Championships") è stato organizzato dalla Federazione internazionale della scherma e si è svolto ad Acireale in Italia dal 3 al 7 aprile.
Nel fioretto, si sono aggiudicati i titoli del campionato mondiale il nipponico Suguru Awaji, che ha battuto in finale l'italiano Tommaso Lari, e la russa Inna Gracheva che ha avuto la meglio sulla magiara Fanni Kreiss.
Nella spada l'italiano Enrico Garozzo ha battuto in finale il connazionale Matthew Trager, ottenendo il titolo mondiale juniores maschile, mentre tra le donne la statunitense Kelley Hurley ha superato la rumena Simona Pop.
Nella sciabola il coreano Bongil Gu prevale sul russo Nikita Proskura, mentre l'ucraina Olga Kharlan ha battuto la cinese Xiaodong Chen.
Nel campionato mondiale juniores a squadre maschili, la nazionale statunitense ha prevalso nella finale del fioretto contro l'Italia, mentre la nazionale russa ha vinto nella spada contro la formazione cinese, ed infine la nazionale magiara ha avuto la meglio sulla compagine russa nella sciabola.
Nel campionato mondiale juniores a squadre femminili, la nazionale polacca ha prevalso nella finale del fioretto contro l'Italia, gli Stati Uniti d'America ha vinto nella spada contro la compagine italiana, ed infine la formazione ucraina ha avuto la meglio sulla nazionale statunitense nella sciabola.

## Podi

### Uomini
| Specialità  | Oro                                                        | Argento                                                        | Bronzo                                                        |
| Individuali |                                                            |                                                                |                                                               |
| Fioretto    | Suguru Awaji                                               | Tommaso Lari                                                   | Alaaeldin Abouelkassem Dmitry Zherebchenko                    |
| Spada       | Enrico Garozzo                                             | Matthew Trager                                                 | Ramil Gaisin Pau Rosello                                      |
| Sciabola    | Bongil Gu                                                  | Nikita Proskura                                                | Vincent Couturier Nicolas Iliasz                              |
| A squadre   |                                                            |                                                                |                                                               |
| Fioretto    | Stati Uniti Nicholas Chinman Gerek Meinhardt Zain Shaito - | Italia Tobia Biondo Alessio Foconi Tommaso Lari Martino Minuto | Francia Paul Fausser Julien Mertine Vincent Simon -           |
| Spada       | Russia Ramil Gaisin Pavel Sukhov Alexander Velikanov -     | Cina Yunlong Jiao Feng Wang Ye Yi -                            | Ungheria Szabolocs Jozsef Böjte Daniel Budai Andras Peterdi - |
| Sciabola    | Ungheria Bence Gemesi Nicolas Iliasz Aron Szilagyi -       | Russia Ivan Anikin Matvey Matushkin Nikita Proskura -          | Germania Max Hartung Marlon Hirzmann Benedikt Wagner -        |

### Donne
| Specialità  | Oro                                                            | Argento                                                             | Bronzo                                                       |
| Individuali |                                                                |                                                                     |                                                              |
| Fioretto    | Inna Gracheva                                                  | Fanni Kreiss                                                        | Seo In Hong Kristina Novalin'Ska                             |
| Spada       | Kelley Hurley                                                  | Simona Pop                                                          | Monica Cid Violetta Kolobova                                 |
| Sciabola    | Olga Kharlan                                                   | Xiaodong Chen                                                       | Alexandra Bujdoso Matylda Ostojska                           |
| A squadre   |                                                                |                                                                     |                                                              |
| Fioretto    | Polonia Hanna Lyczbinska Marta Lyczbinska Martyna Synoradzka - | Italia Valentina De Costanzo Maddalena Tagliapietra Elisa Vardaro - | Cina Jinyan Chen Shuang Meng Yun Shi -                       |
| Spada       | Stati Uniti Courtney Hurley Kelley Hurley Susannah Scanlan -   | Italia Carolina Buzzi Marzia Muroni Giulia Rizzi -                  | Russia Olga Kochneva Violetta Kolobova Julia Nelubova -      |
| Sciabola    | Ucraina Olga Kharlan Nina Kozlova Olga Zhovnir -               | Stati Uniti Caroline Vloka Rebecca Ward Dagmara Wozniak -           | Russia Veronika Danilova Yuliya Gavrilova Anna Illarionova - |

## Medagliere
| Pos.   | Nazione       | Oro | Argento | Bronzo | Totale |
| ------ | ------------- | --- | ------- | ------ | ------ |
| 1      | Stati Uniti   | 3   | 1       | 0      | 4      |
| 2      | Russia        | 2   | 2       | 6      | 10     |
| 3      | Ucraina       | 2   | 0       | 0      | 2      |
| 4      | Italia        | 1   | 5       | 0      | 6      |
| 5      | Ungheria      | 1   | 1       | 2      | 4      |
| 6      | Polonia       | 1   | 0       | 1      | 2      |
| 6      | Corea del Sud | 1   | 0       | 1      | 2      |
| 8      | Giappone      | 1   | 0       | 0      | 1      |
| 9      | Cina          | 0   | 2       | 1      | 3      |
| 10     | Romania       | 0   | 1       | 0      | 1      |
| 11     | Germania      | 0   | 0       | 2      | 2      |
| 11     | Spagna        | 0   | 0       | 2      | 2      |
| 12     | Francia       | 0   | 0       | 1      | 1      |
| 12     | Canada        | 0   | 0       | 1      | 1      |
| 12     | Egitto        | 0   | 0       | 1      | 1      |
| Totale | Totale        | 12  | 12      | 18     | 42     |